# ラウラ・ルートヴィヒ
ラウラ・ルートヴィヒ（Laura Ludwig, 1986年1月13日 - ）は、ドイツの女子ビーチバレーボール選手である。
リオデジャネイロオリンピック金メダリスト。

## 来歴
旧東ドイツの東ベルリン出身。競技者キャリアの初期にはヤナ・ケーラー（ドイツ語版）とペアを組み、U-18ヨーロッパビーチバレー選手権に優勝し、2003年8月にタイのパタヤで開催された世界ユースビーチバレー選手権で優勝を果たしている。脳梗塞を患い選手生命の危機に瀕したが、無事生還し新たなパートナーにサラ・ゴラー（ドイツ語版）を迎えた。ルートヴィヒ・ゴラー組は、2006年のビーチバレードイツ選手権者となり、ザンクト・ペルテンで開催されたヨーロッパU-23選手権でも優勝。さらにデン・ハーグで開催されたヨーロッパシニア選手権においても4位に食い込んだ。
翌2007年も二人の快進撃は続き、ディフェンディングチャンピオンで迎えたドイツ選手権で連覇し、バレンシアで開催されたヨーロッパシニア選手権でも銀メダルを獲得した。この年、二人の活躍でドイツのビーチバレーFIVBランキングは7位まで上がった。ヨーロッパ選手権では、2007年と2009年に銀メダルを、2008年と2010年には金メダルを獲得している。二人は北京オリンピックとロンドンオリンピックに出場し、それぞれ9位、5位入賞を果たした。
2013年、ラウラは新たなパートナーとしてキラ・ヴァルケンホルストとペアを結成した。この年のヨーロッパ選手権では銅メダルを獲得。2014年には銀メダル、2015年と2016年には金メダルを獲得した。ヨーロッパチャンピオンとして出場した2016年8月のリオデジャネイロオリンピックでは、決勝でブラジルペア（アガタ・バルバラ組）をストレートで下して、オリンピックチャンピオンに輝いた。
2025年にバレーボール殿堂入り。